# Hochstapler (Spiel)
Hochstapler ist ein 2009 bei Kosmos erschienenes Kartenspiel für 3 bis 7 Spieler von Reiner Knizia mit Illustrationen von Markus Spang.

## Inhalt
- 105 Karten in 7 Farben/Symbolen, je 3× Wert 0, je 2× Wert 1, 2, 3, 4 und 5, je 1× Wert 6 und 7
- Spielanleitung (2 Doppel-DIN-A5-Seiten)

## Beschreibung

### Vorbereitung
Die Karten werden nach Farben sortiert gemischt und als verdeckte Stapel abgelegt. Jeder Spieler erhält von jeder Farbe eine Karte.

### Spielablauf
Der erste Spieler nennt einen Wert, der mindestens der Summe der jeweiligen Kartenwerte entsprechen muss, die die Spieler verdeckt auf der Hand halten, z. B. „zehn rote Uhren“. Da er nur seine eigene Uhrenzahl kennt, muss er die Werte der Mitspieler schätzen. Der nächste Spieler hat nun die Möglichkeit, diesen Schätzwert anzuzweifeln oder einen höheren Wert in der gleichen oder einer anderen Farbe zu nennen. Zweifelt er den Wert an, legen alle Spieler ihre Karte der jeweiligen Farbe auf den Tisch. Ist die Summe kleiner als der zuvor genannte Schätzwert, erhält der Spieler, der diesen Wert genannt hat, als Strafe alle Karten dieser Farbe und legt sie verdeckt vor sich ab. Ist er höher, erhält der zweifelnde Spieler als Strafe alle Karten dieser Farbe. In beiden Fällen muss anschließend der zweifelnde Spieler einen neuen Wert in einer anderen Farbe nennen.
Jeder Spieler hat zusätzlich die Möglichkeit, vor Nennung seines Schätzwertes eine seiner Karten offen abzulegen und eine verdeckte Karte der gleichen Farbe nachzuziehen. Er darf dann aber nicht die Ansage des vorherigen Spielers anzweifeln, muss also einen höheren Wert nennen.
Das Spiel endet, sobald kein Spieler mehr Karten auf der Hand hat. Pro Kartenfarbe, die ein Spieler vor sich ablegen musste, erhält er einen Minuspunkt. Wer die wenigsten Minuspunkte hat, gewinnt das Spiel. Es besteht auch die Möglichkeit, mehrere Durchgänge zu spielen; dann werden die Minuspunkte addiert und solange gespielt, bis ein Spieler zehn Minuspunkte hat.